# Corinne Bouchard
Pour les articles homonymes, voir Bouchard.
Corinne Bouchard est une auteure de littérature de jeunesse, née le 4 novembre 1958 à Autun (dans le Morvan).

## Biographie
Corinne Bouchard est agrégée de lettres. Elle enseignait le français au lycée Alain Colas, à Nevers. Son expérience dans l'enseignement lui inspire l'écriture de La vie des charançons est assez monotone (1992), de La vie des charançons deviendra poétique (1994) et de Scènes de la vie charançonne - Dix ans de délires pédagogiques (2003). Elle signe également des romans policiers.
La majeure partie de son œuvre, constituée de romans policiers et de romans de littérature d'enfance et de jeunesse, est coécrite avec Pierre Mezinski sous le pseudonyme de Marie et Joseph.
Depuis mars 2014, elle est maire de Sainte-Marie dans la Nièvre.

## Œuvre
Tous les titres sont, sauf indications contraires, parus chez Calmann-Lévy

### Romans
- La Vie des charançons est assez monotone (1992)
- La Bande des Pas-Beaux (1993)
- Meurtre au lycée (1996)
- La Fontaine aux fables (Hachette, 1997)

### Recueil de nouvelles
- La vie des charançons deviendra poétique (1994)

### Autre publication
- Scènes de la vie charançonne (2003)

### Ouvrage de littérature d'enfance et de jeunesse
- Le Jardin des gâteaux, Paris, Nathan, 1990 (sous le pseudonyme de Corinne Arbore, en collaboration avec Pierre Mezinski)